# Woroschba (Sumy)
Woroschba (ukrainisch und russisch Ворожба; polnisch Worożba) ist ein Dorf im Westen der ukrainischen Oblast Sumy mit etwa 1600 Einwohnern (2004).

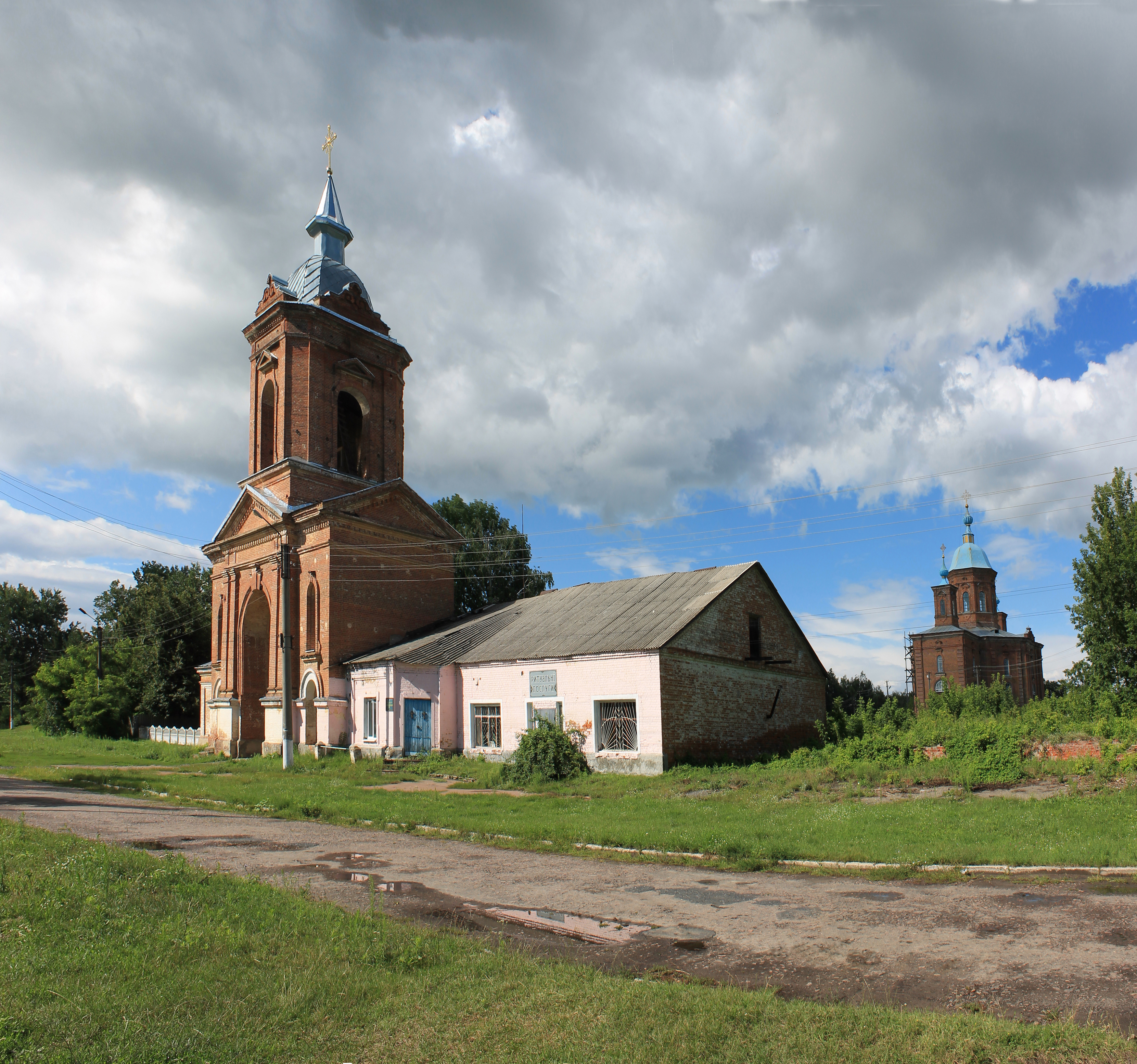
Denkmalgeschütztes Ensemble der Erlöser-Verklärungskirche mit Glockenturm aus dem Jahr 1896

Das 1654 erstmals schriftlich erwähnte Dorf liegt am Ufer des 22 km langen Woroschba an dessen Mündung in den Psel.
Durch das Dorf verläuft in Nord-Süd-Richtung die Territorialstraße T–19–09. Das ehemalige Rajonzentrum Lebedyn liegt 23 km südwestlich und das Oblastzentrum Sumy 28 km nordöstlich vom Dorf.
Im der Gemeinde zugehörigen Dorf Lyfyne verbrachte Taras Schewtschenko im Jahr 1859 einen Tag auf einem örtlichen Anwesen, wo er ein Gedicht schrieb und mehrere Bilder malte.
Am 12. Juni 2020 wurde das Dorf ein Teil der neugegründeten Stadtgemeinde Lebedyn, bis dahin bildete es zusammen mit den Dörfern Basiwschtschyna (Басівщина), Chylkowe (Хилькове), Dazenkiwka (Даценківка), Kerdyliwschtschyna (Кердилівщина), Lyfyne (Лифине), Lobodiwschtschyna (Лободівщина), Patriotiwka (Патріотівка), Piskiwka (Пісківка), Staronowe (Старонове), Stupky (Ступки), Tscherwone (Червоне) und Walky (Валки) die gleichnamige Landratsgemeinde Woroschba (Ворожбянська сільська рада/Woroschbjanska silska rada) im Nordosten des Rajons Lebedyn.
Am 17. Juli 2020 kam es im Zuge einer großen Rajonsreform zum Anschluss des Rajonsgebietes an den Rajon Sumy.

## Persönlichkeiten
Im Dorf kam am 31. Dezember 1872jul. / 12. Januar 1873greg. der ukrainische Maler und Architekt Wassyl Krytschewskyj (1873–1952) zur Welt.